# Musa Ka
Musa Ka (+ 1414) fou un amir de Tamerlà i després de Xah Rukh. Al començament del segle xv fou governador de Coràsmia.
El 1405 a la mort de Tamerlà, l'amir Musa Ka governava Coràsmia. Quan els kara tàtars van fugir de Transoxiana, foren capturats i portats a Coràsmia; a partir d'aquest moment hi va haver conflictes entre el governador i els kara tàtars que va derivar en una autèntica guerra civil i Musa Ka es va dirigir al Khurasan junt amb l'amir Nemek (o Nemik) deixant un delegat que aviat fou apartat del poder. El 1406 Musa Ka va enviar a la seva família a Coràsmia i ell mateix estava a punt de tornar-hi; Xah Rukh se'n va assabentar, el va fer arrestar i carregar de cadenes i el va portar a Herat amb ell. El va perdonar i el 1409 el va enviar amb Amirak Ahmad a governat Uzkend. Xaikh Nur al-Din es va revoltar el 1410 i el 1411 va negociar amb els amirs Musa Ka i Dawlat Khoja perquè fessin de mediadors per aconseguir la pau amb Xah Malik; aquests dos amirs van enviar una delegació a Xah Malik, que la va reenviar a Nur al-Din. Xah Malik va aprofitar aquestes negociacions per enviar un servidor que va assassinar Nur al-Din.
El 1412 Xah Rukh va enviar dos amirs a Coràsmia: Alikeh Kukeltaix i Elies Khoja, amb un exèrcit, i Musa Ka de Transoxiana amb 5000 homes. Els dos exèrcits es van trobar ja en territori de Coràsmia. El 1414 Amirak Ahmad es a revoltar i fou combatut per Ulugh Beg que es va dirigir a la zona i va conquerir la fortalesa clau d'Akhsi; Amirak Ahmad va fugir a les muntanyes; Ulugh Beg va arribar a Andijan on va establir com a governadors a Musa Ka i Muhammad Taban i va tornar a Samarcanda. Poc després Amirak Ahmad va baixar de les muntanyes i es va dirigir a Andijan amb ajut d'un exèrcit auxiliar d'uns pocs milers d'homes que li havia deixat el kan de Mogolistan. Musa Ka, Muhammad Taban i Ali Kutxin van sortir de la ciutat per presentar batalla i van acampar a la rodalia d'Ux; no tenien notícies de l'enemic i no van prendre precaucions i Amirak Ahmed es va aprofitar d'aquest fet i va fer un atrac sorpresa; els tres principals caps enemics van morir junt amb alguns altres; les forces foren derrotades